# 原国民政府联勤总部大门
原国民政府联勤总部大门位于中国江苏省南京市鼓楼区中山北路212号（南京三牌楼），建于1935年，今为南京军区政治部干休所大门。建筑为钢筋混凝土结构，中部为大拱券门，两侧辟有长方形边门，为1930年代政府机关大门的典型形式之一。院内原为1928年11月成立的国民政府军政部所在地，抗日战争时期一度作为侵华日军步兵驻地，1946年6月在原军政部基础上成立联勤总部（全名联合后方勤务总司令部，1948年8月撤销），今除门楼外的其他部址建筑均已不存。